# Uroš Račić
Uroš Račić (Kirin Serbia: Урош Рачић; sinh ngày 17 tháng 3 năm 1998) là một cầu thủ bóng đá chuyên nghiệp người Serbia thi đấu ở vị trí tiền vệ phòng ngự cho câu lạc bộ Sassuolo tại  Serie A và đội tuyển quốc gia Serbia.

## Danh hiệu
Sao Đỏ Belgrade
- SuperLiga Serbia: 2015–16, 2017–18

Valencia
- Cúp Nhà Vua Tây Ban Nha: 2018–19[2]